# Cascellius
Cascellius is een geslacht van kevers uit de familie van de loopkevers (Carabidae). De wetenschappelijke naam van het geslacht is voor het eerst geldig gepubliceerd in 1839 door Curtis.

## Soorten
Het geslacht Cascellius omvat de volgende soorten:
- Cascellius gravesii Curtis, 1839
- Cascellius septentrionalis Roig-Junient, 1995